# Конвой БД-5
Конвой БД-5 (Белое море — Диксон № 5) — советский внутренний арктический конвой времён Великой Отечественной войны.
Был потоплен 12-13 августа 1944 года в нескольких милях от о. Белый в Карском море немецкой подводной лодкой U-365. Погибли 376 советских военнослужащих и работников тыла из числа 740 участников конвоя, в том числе многие дети и большинство женщин. Судьба трёх человек неизвестна. Эти события являются самой массовой гибелью людей среди всех типов конвоев в истории Великой Отечественной войны в Арктике.

## Состав конвоя БД-5
В состав конвоя БД-5 входили:
- Транспортное судно — пароход «Марина Раскова»
- Тральщик Т-114[англ.]
- Тральщик Т-116
- Тральщик Т-118[англ.]

## История конвоя
8 августа 1944 года из Молотовска вышел небольшой конвой БД-5 («Белое море — Диксон № 5»). Основное судно — большой транспортный пароход «Марина Раскова» (водоизмещение 9083 т (7540 т)). На его борту находились 417 человек: экипаж, очередная смена полярников, семьи работающих на Диксоне, в том числе женщины и дети. В числе пассажиров были военнослужащие Беломорской Военной флотилии и гражданские специалисты, работающие в системе Главного управления Северного морского пути (ГУСМП). Команда парохода «Марина Раскова» состояла из 57 человек, в том числе на судне была небольшая военная команда из помощника капитана и пяти краснофлотцев (сигнальщики и зенитчики). На грузовом пароходе было размещено более 6000 тонн продовольственных и технических грузов для Карской военно-морской базы (Карской ВМБ), «Нордвикстроя» и полярных станций ГУСМП. Капитаном «Марины Расковой» был опытный полярник Виктор Александрович Демидов. Транспорт сопровождали три тральщика 6-го дивизиона тральщиков Бригады траления ОВР ГБ Северного флота американской постройки — Т-114 (командир — капитан-лейтенант И. О. Панасюк), Т-116 (командир — капитан-лейтенант В. А. Бабанов) и Т-118 (командир — капитан-лейтенант С. М. Купцов). В публикациях используется аббревиатура серии тральщиков «АМ», «Т» и «ТЩ». Конвоем командовал командир БТ капитан 1 ранга А. З. Шмелев.

### Начало конвоя
Погода благоприятствовала переходу конвоя: волнение моря — 2-3 балла, небо — безоблачное, видимость — хорошая.

### Первая атака транспорта
Конвой БД-5 обнаружила и сразу же атаковала немецкая субмарина U-365 (командир капитан-лейтенант Хеймар Ведемейер), применив торпеды G7e T3 с прибором FaT (гуляющие по курсу цели).
12 августа, в 19:57 в точке с координатами 73°22’N — 66°35’E (по другим данным — 73°20’N — 67°10’E или 73°18´N — 67°00´E; в 2014 году корпус парохода был найден в 2 милях от о. Белый) раздался взрыв у переборки между вторым и третьим трюмом с правого борта парохода «Марина Раскова». Сыграли боевую тревогу. Сила взрыва была настолько мощной, что мешки с мукой, находящиеся в третьем трюме, выбросило через пробоину в борту на палубу парохода. Попадание торпеды вывело из строя два котла, и транспорт остановился. Спасательные шлюпки, находившиеся на правом борту, оказались разрушенными. Транспорт «Марина Раскова» дал крен, судно стало осаживаться на нос. Благодаря умелым и слаженным действиям команды парохода «Марина Раскова» в борьбе за живучесть судна, течь и угол крена транспорта удалось стабилизировать. После подрыва с Т-118 получены поочерёдно семафоры: 1) «Нести ПЛО», 2) «Выясните состояние ТР», 3) «Стать на якорь».
Исходя из полученной информации, капитан 1 ранга А. З. Шмелев решил, что пароход «Марина Раскова» попал на минное поле.

### Гибель Т-118
20:04 — в двух кабельтовых от транспорта акустической торпедой был поражён Т-118.
20:29 — взрыв на тральщике Т-118, который начал погружаться резко кормой.
20:30 — три взрыва на тральщике Т-118.
20:31 — тральщик Т-118 затонул.
20:45 — шлюпка отошла от борта Т-116 и направилась на спасение личного состава тральщика Т-118.
21:41 — к борту Т-116 подошёл понтон с личным составом тральщика Т-118 — 24 краснофлотца и 5 офицеров.

### Дальнейшие действия конвоя 12 августа
23:15 — командир Т-116 получил разрешение командира конвоя включить акустический трал.
23:16 — к борту тральщика Т-116 подошёл катер (капитан 3-го ранга Белоусов) с кунгасом, на их борту около 70 человек с транспорта.
23:24 — катер с кунгасом на буксире отошёл от борта Т-116 для снятия людей с транспорта.
23:58 — подошёл к тральщику Т-116 баркас (вельбот), который доставил 45 человек с транспорта и 2 краснофлотцев с тральщика Т-118, из них 1 курсант — мёртвый. Т-114 принял на борт около 200 человек, в том числе женщин и детей.

### События 13 августа
00:28 — к тральщику Т-116 подошёл баркас с людьми в количестве 44 человека на борту.
00:45 — взрыв на тральщике Т-114 в середине корпуса.
00:49 (00:55) — тральщик Т-114 скрылся под водой, спаслось несколько десятков человек.
01:00 — к борту Т-116 подошёл катер с капитаном 3-го ранга Белоусовым.
Он и личный состав катера сообщили командиру Т-116, что видели перископ подводной лодки в момент атаки тральщика Т-114. Было доложено о том, что другая подводная лодка идёт к тральщику Т-116, видели её рубку, затем она погрузилась.
Капитан-лейтенанту Бабанову необходимо было немедленно принять трудное решение: искать подводные лодки и вступать с ними в бой или уходить. Поиск и бой с подводным врагом, как и продолжение спасательных работ, подвергали очевидной опасности людей, нашедших убежище на борту тральщика, так как не было спасательных средств, способных вместить их, если корабль погибнет. Взвесив обстановку, капитан-лейтенант Бабанов приказал уходить на базу, предполагая после передачи спасённых на берег вернуться за остальными людьми, оставшимися в море на шлюпках. Доложив радиограммой командующему Беломорской военной флотилией (БВФ) о случившемся, Бабанов дал команду на отход, и тральщик Т-116 направился к проливу Югорский Шар. Т-116 шёл незакономерным зигзагом. Всего командой тральщика Т-116 было подобрано по одним данным — 186 человек, по другим — 178 или 145. После ухода Т-116 в море осталось по разным оценкам от 120 до 180 человек.
В 1:04 и 1:23 (01:53 или 02:15) двумя торпедами поочерёдно транспорт «Марина Раскова» был добит и затонул.
В 05.00 — похоронен курсант Тимоненко (Военно-морское инженерное училище имени Ф. Э. Дзержинского), которого с баркаса, шедшего от транспорта «Марина Раскова», подобрали мёртвым. Координаты захоронения — 73°37´ С. Ш., 63°42´.
13:08 — на Т-116 получена радиограмма командующего БВФ С. Г. Кучерова с приказанием оставаться на месте, вести противолодочную борьбу, если «Марина Раскова», тральщики ещё на плаву. Уходить, если они затонули.
В 23:57 — тральщик Т-116 встал на якорь в Хабарово.

### Поисково-спасательная операция в августе 1944 года
С 14 августа 1944 года проводилась поисково-спасательная операция силами СФ и ГУСМП без создания единого центра проведения операции. В ней приняли участие лётчики Карской ВМБ на гидросамолётах типа «Каталина» (С. М. Рубан, С. В. Сокол, В. А. Гуричев, Е. Е. Федуков), Новоземельской ВМБ (В. Н. Евдокимов, Беликов, Хотулев) а также самолёты Управления полярной авиации (УПА) ГУСМП на МБР-2, «Каталина» (М. И. Козлов, И. И. Черевичный). Силами авиации было спасено 71 (69) человек, один из них умер на борту самолёта. При спасении людей, обнаруженных в море и находившихся в шлюпках, экипажи самолётов проявили смелость, отвагу и самоотверженность. Совершил подвиг экипаж гидросамолёта под командованием М. И. Козлова. В сложных погодных условиях 23 августа 1944 года им удалось спасти 14 человек, находившихся в баркасе, на котором 10 дней назад было около 90 человек.
В проведении поисково-спасательной операции принимали участие тральщики Т-116, Т-117 6-го ДТ БТ ОВР ГБ СФ, Т-60 3-го ДТ ОВР ГБ БВФ СФ, сторожевые катера МО-427, МО-428, МО-430 2-го гвардейского дивизиона сторожевых катеров (ГДСК) ОВР СФ, сторожевой катер СК-501 4-го дивизиона сторожевых катеров (ДСК) ОВР Иоканьгская ВМБ БВФ СФ, большие охотники за подводными лодками БО-203, БО-210 бригады сторожевых кораблей (БСК) ОВР СФ, катер ВК-9. Военно-морская группа выполняла следующие задачи: осуществление перевозки раненых и спасённых; поиск участников конвоя БД-5 в квадрате поиска; поиск и потопление подводных лодок противника в квадрате поиска. Судами не были найдены живые участники конвоя БД-5, не обнаружены и вражеские подводные лодки в квадрате поиска.
3 сентября 1944 года командующий БВФ вице-адмирал Ю. А. Пантелеев приказал поиски людей прекратить.
В конце августа 1944 года у мыса Рагозина на о. Белом был найден кунгас с парохода «Марина Раскова» с трупами людей, останки преданы земле. В 1947 году силами работников полярной станции на о. Белый было произведено перезахоронение. Его точное местонахождение было неизвестно до 2015 года.

## Последствия гибели конвоя
На основании приказов командующего БВФ № 0479 от 02.09.1944 и командующего СФ № 047 от 19.08.1944 исключены из боевого состава Беломорской военной флотилии тральщики типа «АМ» Т-114 и Т-118 (штат № 024/206 каждого) как погибшие при выполнении боевого задания 12 августа 1944 года. Приказом Наркомата морского флота (НМФ) № 428с от 03.10.1944 пароход «Марина Раскова» исключён из состава транспортных судов Наркомфлота СССР.
Командование СФ провело анализ причин гибели конвоя БД-5 и приняло комплекс дополнительных мер по организации и обеспечению своевременного и безопасного прохождения конвоев. Командование БВФ, Новоземельской ВМБ и штаб Карской ВМБ не обеспечили переход конвоя БД-5 от Хабарово до Диксона.

## Память
С 2008 года проводится международная поисковая операция «Конвой БД-5» по розыску участников конвоя или их родственников. Среди живых — 4 участника конвоя БД-5. Установлены контакты с родственниками более 120 очевидцев трагедии.
В память о трагедии с конвоем БД-5 в 2009 году была проведена Всероссийская экспедиция памяти «Карская экспедиция-2009». Проведена научно-архивная работа по сбору информации об истории конвоя, получены новые данные, составлен список участников конвоя, собраны воспоминания, фотоколлекция, публикации, книги о конвое, организовано проведение международной поисковой операции «Конвой БД-5». На о. Белый установлен малый мемориальный комплекс в память о трагедии 12 августа 1944 года. В городах Салехарде и Воронеже установлены мемориальные доски в память о погибших.
В мае 2014 года распоряжением губернатора Ямало-Ненецкого автономного округа Дмитрия Николаевича Кобылкина были утверждены концепция и план реализации регионального проекта «Карские экспедиции». Часть мероприятий посвящены увековечиванию памяти погибших в конвое БД-5.
В сентябре 2014 года были определены точные координаты мест гибели двух из трёх судов: пароход «Марина Раскова» — в двух милях, тральщик Т-114 — в четырёх милях от о. Белый.
20 февраля 2015 г. на сцене театрального объединения «Северная сцена» культурно-спортивного центра «Газодобытчик» (г. Новый Уренгой) состоялась премьера спектакля «Кон. Вой» по пьесе молодого кировского драматурга Дениса Смирнова. В 2014—2015 годах ОГТРК «Ямал-Регион» создал два документальных фильма «Внутренний конвой» и «Курс на память», посвященных трагедии 12 августа 1944 года.
В июле 2015 года недалеко от сохранившегося кунгаса на о. Белый поисковый отряд «Карские экспедиции» обнаружил братскую могилу с останками 13 погибших участников конвоя. Некоторых из них удалось идентифицировать по найденным документам. После изучения и экспертиз найденные останки были перезахоронены.
В августе 2015 года в ходе поисковой экспедиции «Карская экспедиция» при помощи телеуправляемого подводного аппарата был обследован пароход «Марина Раскова»:
Корпус судна, разделенный на две части, лежит на глубине 46 метров. Хорошо сохранились носовая часть, которая стоит ровно на киле, и кормовая часть, лежащая с креном около 15 градусов на правый борт. Частично сохранилась рубка. На корме судна сохранились орудие калибра 76 мм и две зенитных установки, предположительно "Эрликон" калибром 20 мм. Машинное отделение и трюма вплоть до кормы - разрушены.
Были подняты элементы корпуса, оружия и такелажа.